# Radiografia mionowa

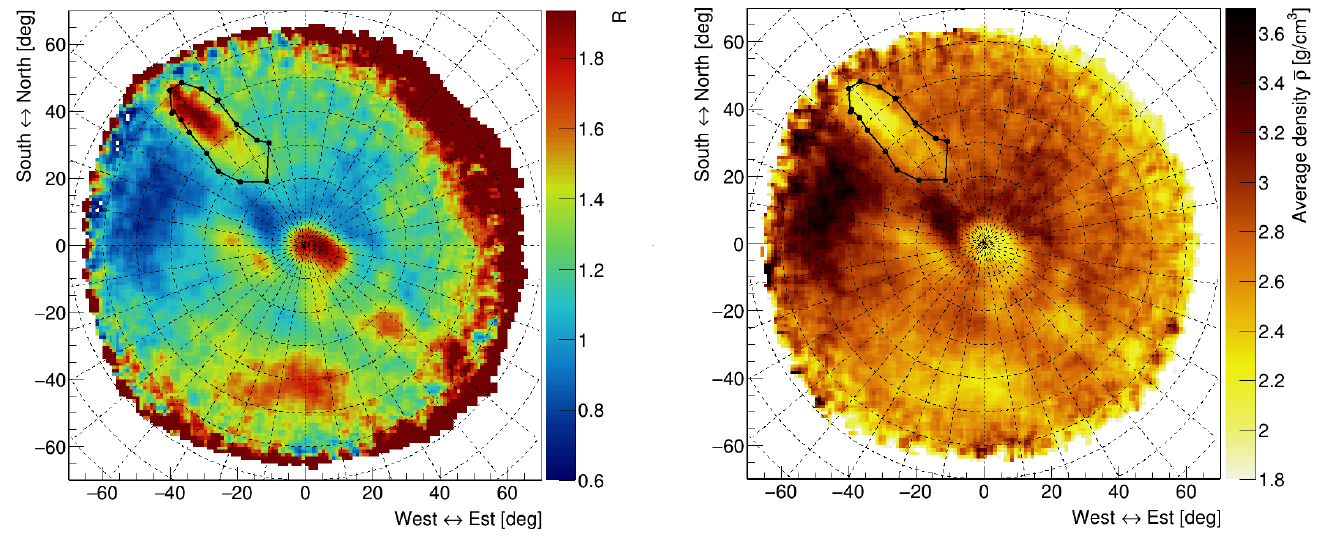
Jaskinia Gran Cava, w parku San Silvestro we Włoszech, zobrazowana (czarna obwiednia) za pomocą radiografii mionowej.

Radiografia mionowa (miografia) – rodzaj nieinwazyjnej radiografii wykorzystujący wysokoenergetyczne miony tworzone w atmosferze przez naturalnie występujące promieniowanie kosmiczne. Metoda rozwijana od lat 50. XX wieku wykorzystuje pomiary rozpraszania lub absorpcji mionów do tworzenia przekrojów wielkoskalowych struktur materii (np. budynków, gór), przez którą przeniknęły.

## Źródło i charakterystyka mionów
Źródłem mionów w radiografii mionowej są interakcje promieniowania kosmicznego z ziemską atmosferą. Wysokoenergetyczne promieniowanie kosmiczne zderza się z cząstkami atmosfery tworząc miony. Stanowią one część naturalnego promieniowania jonizującego. Wśród cząstek o energiach powyżej 1 GeV, miony są najczęściej występującymi składnikami promieniowania kosmicznego docierającymi do poziomu gruntu. Naturalny strumień przy powierzchni Ziemi to około 1 mion na centymetr kwadratowy na sekundę.
Tak powstałe miony niosą średnio energię około 10 000 razy większą od promieni rentgenowskich, którą wytracają głównie przez jonizację. Dzięki wysokiej energii mogą przenikać przez duże ilości materii, a dzięki jonizacji ich tor lotu może być stosunkowo łatwo śledzony lub odtworzony.

## Działanie
Radiografia działania opiera się o zjawisko tłumienia strumienia mionów przez przenikaną materię. Tłumienie to zależy od ilości, gęstości i charakterystyki materii stojącej na drodze strumienia. Radiografia mionowa wymaga użycia detektorów (zwykle scyntylacyjnych lub jonizacyjnych) w co najmniej dwóch płaszczyznach (radiografia transmisyjna). Detektory pozwalają na odtworzenie toru lotów mionów w badanej strukturze oraz na pomiar ich energii, rozpraszania i pochłaniania oraz na porównanie danych rzeczywistych z oczekiwaną charakterystyką nietłumionego strumienia mionów. W ten sposób pustą przestrzeń, np. w górotworze, można zidentyfikować, rejestrując nadmiar mionów w miejscu, gdzie spodziewano się ich mniej z racji takiej a nie innej gęstości skał.
Małe obiekty mogą zostać zobrazowane poprzez obserwacje torów lotu mionów przed i za obiektem. Zwiększenie liczby detektorów poprawia efektywność i rozdzielczość radiografii. Większa liczba detektorów pozwala również na tworzenie obrazów trójwymiarowych.
Do tworzenia zobrazowania trójwymiarowego stosuje się mionową tomografię rozproszeniową (MST, z ang. muon scattering tomography), której podstawy zaproponowano w 2003 r. Korzysta ona ze zjawiska wielokrotnego rozpraszania Rutherforda. Badania w tym zakresie prowadzi m.in. zespół detektora CMS przy CERN.

## Pierwsze próby
Pierwsze opisane zastosowanie radiografii mionowej dotyczyło badań mas skalnych w tunelach australijskiego kompleksu hydroenergetycznego Snowy Mountains Scheme w Górach Śnieżnych w 1955 r. E. George przeprowadził pomiary mas skalnych w budowanym tunelu Guthega-Munyang. Urządzenie pomiarowe przypominało w budowie i działaniu znane już wówczas przemysłowe urządzenia do radiacyjnego pomiaru grubości. Układ pomiarowy składał się z detektora promieniowania, źródła promieniowania (poza Ziemią), i obiektu mierzonego – 150-metrowego odcinka przyszłego tunelu, położonego między detektorem a źródłem. Spadek natężenia rejestrowanego promieniowania kosmicznego w stosunku do detektora umieszczonego przy powierzchni gruntu, był wprost proporcjonalny do ilości materii zalegającej między powierzchnią gruntu a detektorem. Dokładnie, od jej gęstości, wobec czego pomiary wymagały kalibracji i pewnych założeń co do rozkładu gęstości skał. George posłużył się tu pomiarami wykonanymi w czasie odwiertów inżynieryjnych wykonanych rok wcześniej w ramach przygotowań do budowy kompleksu Snowy Mountains Scheme.
Urządzenie pomiarowe zostało zbudowane przez School of Physics przy University of Sydney. Składało się z zestawu 100 liczników Geigera, w czterech grupach po 25. Osłonięte były 10-centymetrową warstwą ołowiu, która miała pochłaniać każde inne promieniowanie oprócz kosmicznego. Zliczane były tylko promienie zarejestrowane jednocześnie przez wszystkie 4 grupy liczników, co miało eliminować przypadkową rejestrację szybkich cząstek, mogących pochodzić ze ścian tunelu. Wyznaczona z pomiarów radiograficznych gęstość skał (16,3±0,8 kg/cm³) była zbieżna z pomiarami za pomocą odwiertów (17,5±0,6 kg/cm³).

## Zastosowanie
Radiografia mionowa umożliwia pomiar gęstości materiałów zbudowanych z pierwiastków o dużych liczbach atomowych w wielkoskalowych strukturach sztucznych (jak budynki) i naturalnych (np. góry). Jej zastosowanie upatruje się w naukach o ziemi, inżynierii, archeologii i bezpieczeństwie jądrowym.
Pionierskie użycia radiografii mionowej obejmują zobrazowanie uszkodzonych reaktorów jądrowych (2013), zobrazowanie wcześniej nieznanych komór w  (2017), zobrazowanie struktur podziemnych w Neapolu (2017), badania zbiorników z wypalonym paliwem jądrowym (2018), wykonanie zobrazowania przekroju wulkanów (2018, 2019).
Jako zalety radiografii mionowej wskazuje się:
- wykorzystanie naturalnego źródła promieniowania jonizującego – brak dodatkowych dawek (jak np. w tomografii rentgenowskiej)[1]
- wykorzystanie unikatowego promieniowania korpuskularnego, co pozwala odróżniać je od innych rodzajów promieniowania jonizującego. Ma to znaczenie w obrazowaniu np. w bezpieczeństwie jądrowym, gdzie istnieją inne źródła promieniowania, wykluczające użycie innych technik[1]
- możliwość obrazowania wielkich struktur, jak całe budynki, góry, lub obiekty infrastruktury (mosty) albo urządzenia (piece hutnicze)[1]
- możliwość pomiaru zarówno gęstości, jak i składu pierwiastkowego badanej materii[1]

Największą wadą jest długi czas ekspozycji potrzebny do wykonania zobrazowania.